# Institut des sciences spatiales et astronautiques
L'Institut des sciences spatiales et astronautiques (en japonais 宇宙科学研究所, Uchūkagakukenkyūjo ; en anglais Institute of Space and Astronautical Science, en abrégé ISAS) était un organisme de recherche japonais responsable du développement des missions spatiales scientifiques japonaises relatives à l'astrophysique : télescopes spatiaux, étude du Soleil, exploration du système solaire. L'ISAS est l'un des trois organismes qui ont fusionné en 2003 pour former l'Agence d'exploration aérospatiale japonaise (JAXA). L'ISAS qui est désormais une division de la nouvelle structure a des bureaux (avec des installations de test de satellites) à Sagamihara, dans la banlieue de Tokyo, en direction de Yokohama et du mont Fuji.

## Historique
L'université de Tokyo commence ses travaux dans l'astronautique en avril 1955 et fonde en avril 1964 l'ISAS. Son premier directeur jusqu'en 1967 est Hideo Itokawa.
En autre installation, elle a exploité à partir de 1984 le centre d'espace lointain d'Usuda.

## Liste des satellites développés par l'ISAS
L'ISAS a été responsable ou été impliqué dans de très nombreuses missions développé en coopération ou non. Plusieurs missions sont en cours de développement en 2013.

### Avant la création de la JAXA
| Date lancement    | Désignation avant le lancement | Désignation après le lancement | Mission                                                                           |
| ----------------- | ------------------------------ | ------------------------------ | --------------------------------------------------------------------------------- |
| 11 février 1970   |                                | Ōsumi                          | Démonstrateur technologique                                                       |
| 16 février 1971   | MS-T1                          | Tansei                         | Démonstrateur technologique                                                       |
| 28 septembre 1971 | MS-F2                          | Shinsei                        | Étude de l'Ionosphère / Rayons cosmiques / émission du Soleil sur les ondes radio |
| 19 août 1972      | REXS                           | Denpa                          | Étude de l'ionosphère / magnetosphère                                             |
| 16 février 1974   | MS-T2                          | Tansei-2                       | Démonstrateur technologique                                                       |
| 24 février 1975   | SRATS                          | Taiyo                          | Étude de la thermosphère et du Soleil                                             |
| 19 février 1977   | MS-T3                          | Tansei-3                       | Démonstrateur technologique                                                       |
| 4 février 1978    | EXOS-A                         | Kyokko                         | Ionosphère et aurores polaires                                                    |
| 16 septembre 1978 | EXOS-B                         | Jikiken                        | Étude de la magnétosphère et thermosphère                                         |
| 21 février 1979   | CORSA-b                        | Hakucho                        | Astronomie des rayons X                                                           |
| 17 février 1980   | MS-T4                          | Tansei-4                       | Démonstrateur technologique                                                       |
| 21 février 1981   | ASTRO-A                        | Hinotori                       | Étude des rayons X émis par le Soleil                                             |
| 20 février 1983   | ASTRO-B                        | Tenma                          | Astronomie des rayons X                                                           |
| 14 février 1984   | EXOS-C                         | Ohzora                         | Étude de la mésosphère                                                            |
| 8 janvier 1985    | MS-T5                          | Sakigake                       | Démonstrateur technologique / Observation de comète                               |
| 19 aout 1985      | PLANET-A                       | Suisei                         | Observation de comète                                                             |
| 19 août 1987      | ASTRO-C                        | Ginga                          | Astronomie des rayons X                                                           |
| 22 février 1989   | EXOS-D                         | Akebono                        | Observation des aurores polaires                                                  |
| 24 janvier, 1990  | MUSES-A                        | Hiten                          | Expériences interplanétaires                                                      |
| 30 août 1991      | SOLAR-A                        | Yohkoh                         | Étude des rayons X émis par le Soleil (avec la NASA / G.B.)                       |
| 24 juillet 1992   | GEOTAIL                        | GEOTAIL                        | Observation de la magnétosphère (avec la NASA)                                    |
| 20 février 1993   | ASTRO-D                        | ASCA                           | Astronomie des rayons X (avec la NASA)                                            |
| 18 mars 1995      | SFU                            | SFU                            | Plusieurs expériences                                                             |
| 12 février 1997   | MUSES-B                        | HALCA                          | Validation de la technologie de l'interférométrie spatiale VLBI                   |
| 4 juillet 1998    | PLANET-B                       | Nozomi                         | Étude de l'atmosphère de Mars                                                     |
| 9 mai 2003        | MUSES-C                        | Hayabusa                       | Retour d'échantillon de comète                                                    |

### Missions lancées depuis la création de la JAXA
| Date lancement    | Désignation avant le lancement | Désignation après le lancement | Mission                                 |
| ----------------- | ------------------------------ | ------------------------------ | --------------------------------------- |
| 10 juillet 2005   | ASTRO-EII                      | Suzaku                         | Astronomie des rayons X                 |
| 24 août 2005      | INDEX                          | Reimei                         | Technologie, étude des aurores polaires |
| 21 février 2006   | ASTRO-F                        | Akari                          | Astronomie infrarouge                   |
| 22 septembre 2006 | SOLAR-B                        | Hinode                         | Étude du Soleil                         |
| 14 septembre 2007 | SELENE                         | Kaguya                         | Orbiteur lunaire                        |
| 20 mai 2010       | PLANET-C                       | Akatsuki                       | Étude de l'atmosphère de Vénus          |

### Missions planifiées
| Date de lancement | Désignation | Mission                                                                                    |
| ----------------- | ----------- | ------------------------------------------------------------------------------------------ |
| 2013              | SPRINT-A    | Télescope ultraviolet                                                                      |
| 2014              | ASTRO-H     | Astronomie des rayons X                                                                    |
| 2015              | MMO         | Étude de Mercure (fait partie de la mission BepiColombo avec l'Agence spatiale européenne) |
| 2015              | ERG         | Recherche sur la magnétosphère                                                             |